# Kristallen 2023
Kristallengalan 2023 ägde rum 28 augusti 2023. Den sänds i SVT1 med Mark Levengood och Keyyo som programledare.
Priserna i fyra av kategorierna (Tittarnas favoritprogram, Årets kvinnliga programledare, Årets manliga programledare och Årets TV-profil) röstas fram av tittarna under direktsändningen av galan medan priserna i de andra kategorierna utses av en jury. Vinnarjuryn utser också Årets program - det bästa programmet alla kategorier. Kristallens styrelse utser också en hederspristagare. Kristallen meddelade den 10 augusti vilka som var nominerade.

## Vinnare och nominerade

### Program och serier
| Tittarnas favoritprogram - Spökjakt (Kanal 5/Discovery+) - Benjamin’s (TV4) - Högspänning (Viaplay) - Leif & Billy (SVT) - Young Royals (Netflix)                                                                 | Årets underhållningsprogram - Bianca (Kanal 5/Discovery+) - Alla mot alla (Kanal 5/Discovery+) - IFS – Invandare för svenskar (SVT) - Mauri – vad hände sen? (TV4) - Ägd av Danny (Prime Video) |
| Årets tv-drama - Händelser vid vatten (SVT) - Detektiven från Beledweyne (SVT) - Limbo (Viaplay) - Nattryttarna (C More/TV4) - The Playlist (Netflix)                                                             | Årets sportproduktion - Allsvenskan (Kanal 5/Discovery+) - Fotbolls-VM, herrar (C More/TV4) - Fotbolls-VM, herrar (SVT) - Skidskytte-VM (SVT) - Viaplay vinter med VM-månaden (Viaplay)         |
| Årets barnprogram - Kronprinsen som försvann (SVT) - KP-tv (C More) - Otajmat (SVT) - Strula (SVT) - Wild kids (C More)                                                                                           | Årets dokumentärprogram - Historjá – Stygn för Sápmi (SVT) - Att bli Lee (TV4) - Havsfilosofen (Viaplay) - Kärlek och skilsmässa (SVT) - Selma Lagerlöf (SVT)                                   |
| Årets kärleksreality - Gift vid första ögonkastet (SVT) - Bonde söker fru (TV4) - Hotell Romantik (SVT) - Vild kärlek (Viaplay) - Älskar, älskar inte (Kanal 5/Discovery+)                                        | Årets faktaprogram - Stockholms gängkrig – bakom rubrikerna (SVT) - Den svenska dokusåpan (SVT) - Hårt väder (SVT) - Svenska fall (Viaplay) - Typiskt romer (UR)                                |
| Årets granskning - Kalla Fakta: Partiernas hemliga pengar (TV4) - Att lösa ett mord (Viaplay) - Kalla fakta: Lockbeten (TV4) - Uppdrag granskning: Kungens bostäder (SVT) - Uppdrag granskning: Skuggkriget (SVT) | Årets komedi och humorprogram - Leif & Billy (SVT) - Herr Talman (SVT) - Kärlek & anarki (Netflix) - Meningen med livet (Viaplay) - Vuxna människor (C More/TV4)                                |
| Årets livsstilsprogram - Benjamin’s (TV4) - Jills veranda (SVT) - Lyxfällan (Viaplay) - Renées brygga (TV4) - Vem tror du att du är? (Kanal 5/Discovery+)                                                         | Årets nyheter - och aktualitetsprogram - Aktuellt special: Ett år sedan invasionen (SVT) - Efter fem söndag: (TV4) - Efterlyst (TV3/Viaplay) - Ekonomibyrån (SVT) - Svenska nyheter (SVT)       |
| Årets tävlingsreality - Robinson (TV4) - Drag Race Sverige (SVT) - Elitstyrkans hemligheter (TV4) - Kompani Svan (Kanal 5/Discovery+) - Paradise (Viaplay)                                                        | Årets unga dramaserie - Thunder in my heart (Viaplay) - Handen på hjärtat (C More/TV4) - Ingen ängel (Viaplay) - Leva life (Viaplay) - Young Royals (Netflix)                                   |
| Årets realityprogram - Marko & Irma (TV4) - Bröderna Noréns underbara resa (TV4) - Den blomstertid (SVT) - Fängelseexperimentet Little Scandinavia (SVT) - Gränsbevakarna Sverige (Kanal 5/Discovery+)            | |

### Personer
| Årets kvinnliga programledare - Renée Nyberg (TV4) - Farah Abadi (SVT) - Bianca Ingrosso (Kanal 5/Discovery+) - Magdalena Kowalczyk (Viaplay) | Årets manliga programledare - Klas Eriksson (SVT) - Hasse Aro (Viaplay) - David Hellenius (TV4) - Joakim Lundell (Kanal 5/Discovery+) |
| Årets kvinnliga huvudroll - Evin Ahmad i Snabba cash (Netflix) - Asta Kamma August i Händelser vid vatten (SVT) - Malin Levanon i Detektiven från Beledweyne (SVT) - Saga Samuelsson i Nattryttarna (C More/TV4) - Rakel Wärmländer i Limbo (Viaplay) | Årets manliga huvudroll - Christian Hillborg i The Playlist (Netflix) - Alexander Abdallah i Thunder in my heart (Viaplay) - Edvin Endre i The Playlist (Netflix) - Jonas Karlsson i Nattryttarna (C More/TV4) - Rolf Lassgård i Händelser vid vatten (SVT) |
| Årets tv-personlighet - Benjamin Ingrosso i Benjamins (TV4) - Alfred Svensson i The journey – 15 dagar i Nepal (Viaplay) - Pernilla Wahlgren i Wahlgrens värld (Kanal 5/Discovery+) - Fouad Youcefi i Valvakan (SVT)                                  | Årets biroll - Ayaan Ahmed i Snabba cash (TV-serie) (Netflix) - Gustaf Hammarsten i Thunder in my heart (Viaplay) - Magnus Krepper i Händelser vid vatten (SVT) - Liv Mjönes i Händelser vid vatten (SVT) - Mahmut Suvakci i Top dog (C More/TV4)           |
| Årets hederspris - Peter Emanuel Falck | |

### Årets program
| Årets program - Kalla Fakta: Partiernas hemliga pengar (TV4) |